# Einköpfiges Berufkraut
Das Einköpfige Berufkraut (Erigeron uniflorus) ist eine Pflanzenart aus der Gattung Berufkräuter (Erigeron) innerhalb der Familie der Korbblütler (Asteraceae).

## Beschreibung

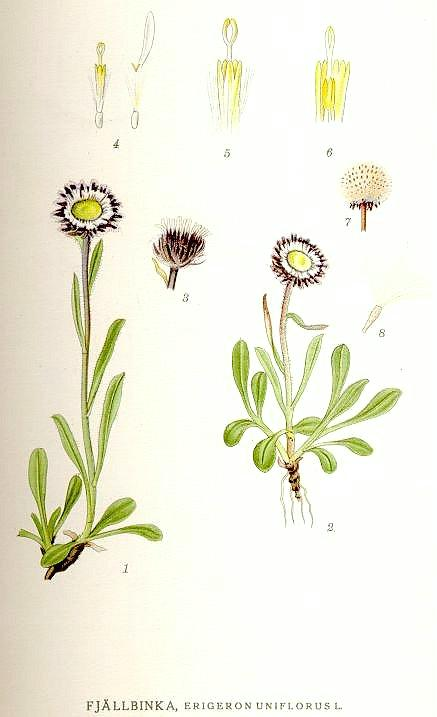
Illustration aus Bilder ur Nordens Flora

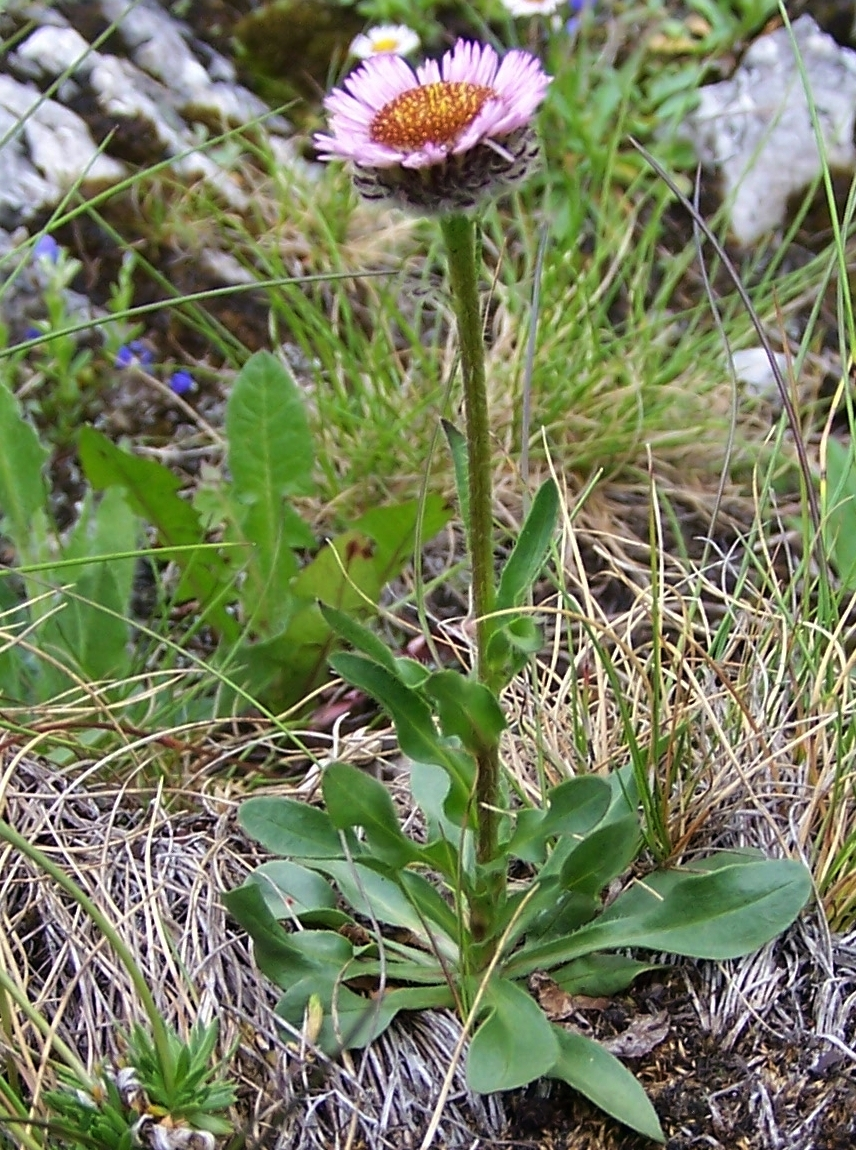
Habitus, Laubblätter und Blütenkorb

Eindeutiges Kennzeichen der Art Erigeron uniflorus ist der stets einkörbige Stängel sowie die dichte Behaarung des Involukrums. Sind beide Merkmale ausgeprägt, dann kann die Pflanze eindeutig zugeordnet werden.

### Vegetative Merkmale
Das Einköpfige Berufkraut wächst als ausdauernde krautige Pflanze und erreicht Wuchshöhen von 2 bis 20 Zentimetern. Der Stängel ist aufrecht oder etwas gebogen aufsteigend.
Die länglich zungenförmige Blattspreite der Grundblätter ist in einen langen Blattstiel verschmälert. Die oberen Laubblätter sind lanzettlich. Die Blattspitzen sind stumpf, gerundet oder sogar ausgerandet. Die Blattflächen sind spärlich behaart bis kahl und abstehend bewimpert. Die Blätter sind alle ganzrandig.

### Generative Merkmale
Die Blütezeit reicht von Juli bis September. Die körbchenförmigen Blütenstände stehen einzeln auf dem Stängel. Der Blütenkorb weist einen Durchmesser von 10 bis 25 Millimetern auf. Die Hüllblätter sind dachziegelartig angeordnet und leicht abstehend. Die grünlichen bis mehr oder weniger purpurfarben überlaufenen Hüllblätter sind 4 bis 10 Millimeter lang und weißwollig behaart.
Die zwittrigen Röhrenblüten sind gelb, die weiblichen Zungenblüten hell weinrot, hell purpurrosafarben oder weißlich. Die Zahl der Zungenblüten beträgt etwa 60 bis 150.
Die Achänen sind 2 bis 2,3 Millimeter lang und anliegend behaart. Der Pappus besteht aus einer Reihe 3 bis 4,5 Millimeter langer dünner, fein rauer Borsten. Außerdem ist noch eine undeutlich abgegrenzte äußere Reihe kürzerer Borsten vorhanden.
Die Chromosomenzahl beträgt 2n = 18.

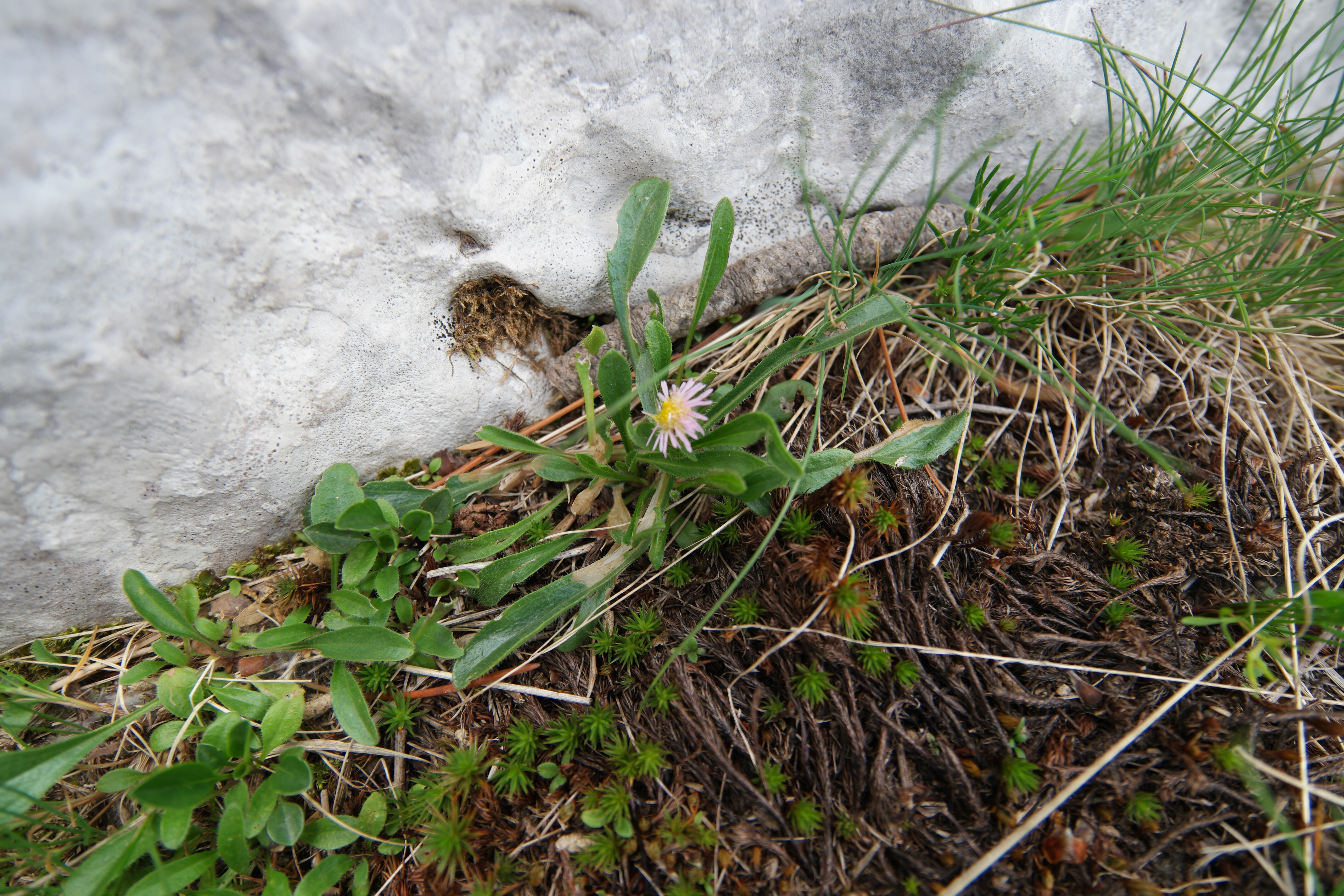
Auf der Balkanhalbinsel ist das Einköpfige Berufkraut bis zur mazedonisch-griechischen Grenze verstreut verbreitet. Im Bild ein Reliktvorkommen im subadriatischen Orjen

## Vorkommen
Allgemein ist das Einköpfige Berufkraut im Arktischen Europa (südwärts bis Südnorwegen und Nordland), den Alpen, verstreut auf dem Balkan, vereinzelt im zentralen Apennin, in den Karpaten, auf Island, Skandinavien, im Kaukasus, sehr vereinzelt am Ulu dag (Bithynischer Olymp) in Kleinasien, im Ural sowie den arktischen Regionen von Kanada, Alaska und Grönland verbreitet.
Erigeron uniflorus ist in den Gebirgen der gemäßigten Breiten ein arktisch-alpines Glazialrelikt. Verwechslungsgefahr besteht mit dem habituell ähnlichen Erigeron neglectus. Dieser kommt aber nur in den Alpen von den Alpes Maritimes bis zu den Mallnitzer Tauern vor.
Innerhalb Deutschlands ist das Vorkommen des Einköpfigen Berufkrauts auf zerstreute Bestände in den südbayerischen Alpen beschränkt. Besonders häufig tritt es dort im Allgäu und den Berchtesgadener Alpen auf. In den Allgäuer Alpen steigt es in  Bayern am Linkerskopf-Gipfel bis in Höhenlagen von 2455 Metern auf. Im westlichen Teil des bayerischen Areals sind Vorkommen auf Mergel- und Kalkhornstein häufig, im östlichen Teil kommt diese Art nur sehr zerstreut vor (Krottenkopf, Schachen, Dreithorspitze, Rosstein, Miesing, Wendelstein, Rote Wand, Watzmann, Schönfeldspitze, Funtenseetauern, Schneibstein, Hohes Brett, Kahlersberg, Wildpalfen etc.).
In Österreich durch die ganze Zentralalpenett bis in die Niederen Tauern verbreitet, aber auch hie und da in den nördlichen Kalkalpen, so in Vorarlberg, in Nordtirol (Muttenkopf, Wangalpe bei Leutasch, Sosteinkette, Sonnwenjoch, Jufen), Salzburg (Steinernes Meer, Hagengebirge, Gratzerspitze bei Bolling), Steiermark (Hochschwab), Oberösterreich (Großer Priel) und Niederösterreich (Schneeberg). In den südlichen Kalkalpen nur in Tirol; hier besonders auf Eruptivgestein häufig sowie auf dem Črna prst in Krain. In der Schweiz ziemlich verbreitet, im Tessin bis auf 1200 Meter herabsteigend, in den nördlichen Kalkalpen jedoch nur sehr zerstreut (Grosse Windgelle, Schilt bei Glarus, Appenzeller Alpen).
In den Dinariden treten Vorkommen auf Kalk im Verband Oxytropidion dinaricae sowie über Silikat in der pflanzensoziologischen Ordnung Seslerietalia comosae auf. Südlichste Verbreitungsgrenze ist der Kožuf (Voras) an der mazedonisch-griechischen Grenze sowie im nördlichen Pirin in Bulgarien.

### Standortbedingungen
Das Einköpfige Berufkraut ist pH-indifferent bis kalkmeidend. Es kommt vor an grasigen, humosen, steinigen Stellen, auf Schuttfluren, Moränen, im Curvuletum, im Nardetum, auf der Milchkrautweide, an kurzberasten Felsen der alpinen Stufe in Höhenlagen von 1900 bis 3000 Metern (am Monte Rosa im Wallis bis 3600 Meter), selten tiefer (bis 1200 Meter). In den Ostalpen kommt die Art mit Vorliebe auf kalkfreiem Boden vor, in den West- und Zentralalpen ist sie bodenvag.

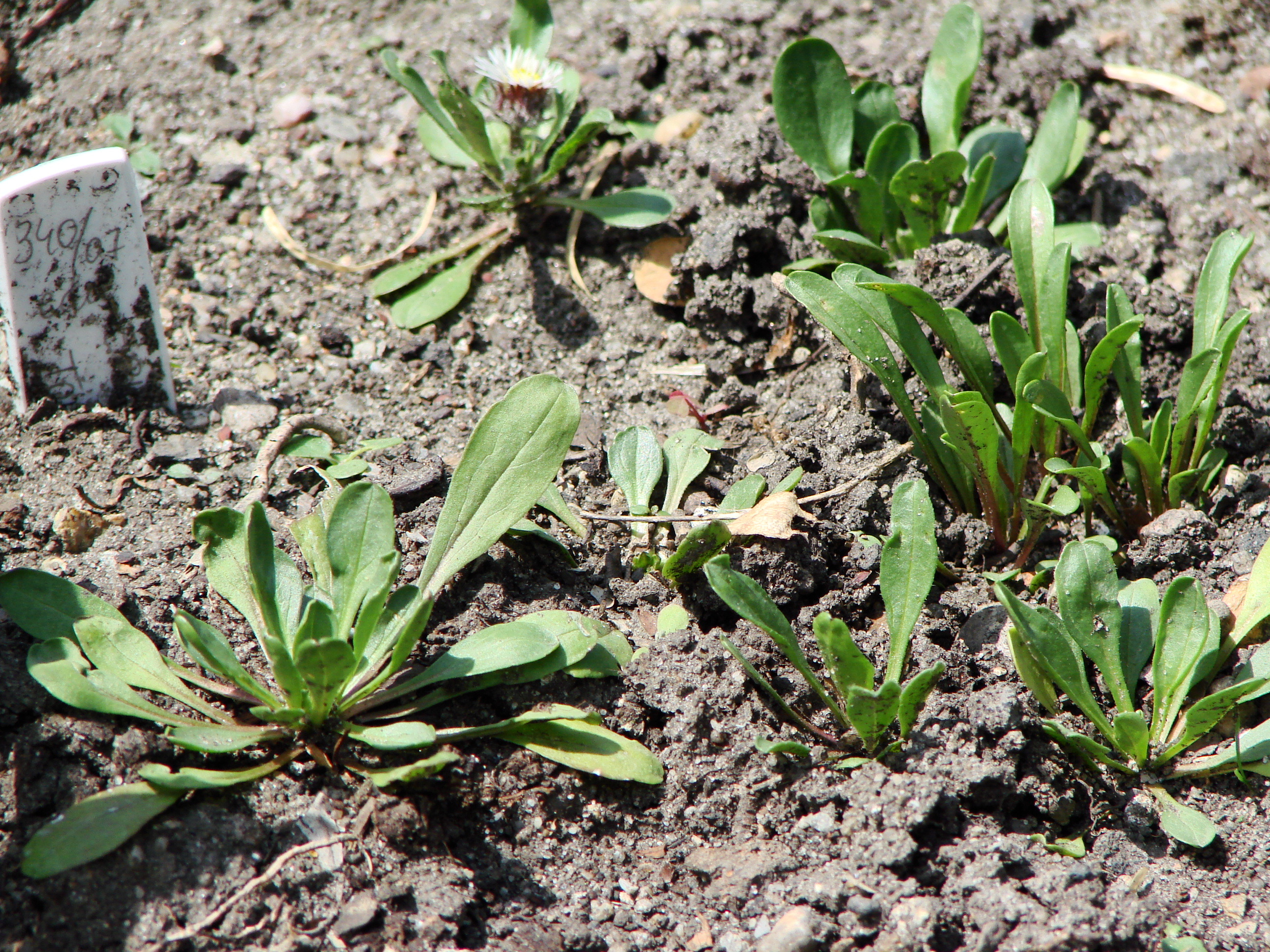
Erigeron uniflorus subsp. aragonensis

Die ökologischen Zeigerwerte nach Landolt et al. 2010 sind in der Schweiz: Feuchtezahl F = 2+w (frisch aber mäßig wechselnd), Lichtzahl L = 5 (sehr hell), Reaktionszahl R = 3 (schwach sauer bis neutral), Temperaturzahl T = 1 (alpin und nival), Nährstoffzahl N = 2 (nährstoffarm), Kontinentalitätszahl K = 4 (subkontinental).
Das Einköpfige Berufkraut gedeiht meist auf kurzgrasigen Matten und Felsen und häufiger auf kalkfreien Böden, kommt jedoch besonders in den Westalpen sowie auf der Balkanhalbinsel auch nicht gerade selten auf Kalkboden vor. In den nördlichen Kalkalpen ist das Einköpfige Berufkraut jedoch sehr selten und fehlt in den südöstlichen Kalkalpen (bis auf einen isolierten Standort auf dem Črna prst, auf Schiefer) gänzlich. In den Alpen erscheint das Einköpfige Berufkraut gern in Gesellschaft von Borstgras (Nardus stricta), Festuca halleri, Krummsegge (Carex curvula), Kriech-Nelkenwurz (Geum reptans), Gämsheide (Loiseleuria procumbens), Gänseblümchen-Ehrenpreis (Veronica bellidioides), Phyteuma hedraianthifolium, Kugelblumenblättriger Teufelskralle (Phyteuma globulariifolium) und Karpaten-Katzenpfötchen (Antennaria carpatica). In den Gebirgen gedeiht es meist in windexponierten und schneegefegten Gratlagen, Krummseggenrasen und Gesteinsfluren in Höhenlagen von 1500 bis 3500 Metern. Es ist eine Charakterart des Elynetum, kommt aber auch in Pflanzengesellschaften des Verbands Caricion curvulae oder seltener des Seslerion albicantis vor.

## Systematik
Die Erstveröffentlichung von Erigeron uniflorus erfolgte durch Carl von Linné in Species Plantarum, Tomus II, S. 864.
Je nach Autor gibt es einige Unterarten:
- Erigeron uniflorus subsp. aragonensis (Vierh.) O.Bolòs & Vigo (Syn.: Erigeron aragonensis Vierh.): Sie kommt in Spanien und Frankreich vor.[8]
- Erigeron uniflorus subsp. parnassensis M.J.Y.Foley: Sie kommt in Griechenland vor.[8]
- Erigeron uniflorus subsp. picoeuropaeanus M.J.Y.Foley: Sie kommt in Spanien vor.[8]
- Erigeron uniflorus subsp. subacaulis M.J.Y.Foley: Sie kommt in Spanien vor.[8]
- Erigeron uniflorus L. subsp. uniflorus